# Musée d'Art moderne et contemporain de Trente et Rovereto
Le Musée d'art moderne et contemporain de Trente et Rovereto (MART) (Museo d'Arte Moderna e Contemporanea di Trento e Rovereto, en italien) est un musée de la province italienne de Trente. Le site principal se trouve à Rovereto, et contient principalement des œuvres d'art moderne et contemporain, notamment des œuvres de Giorgio Morandi, de Giorgio de Chirico, de Antonio Rotta, de Carlo Carrà et de Fortunato Depero. La maison de Fortunato Depero à Rovereto (connu sous le nom de Casa d'Arte Futurista Depero) fait également partie de la même institution culturelle.
La collection permanente du MART contient plus de 15 000 œuvres d'art, dont des peintures, dessins, gravures et sculptures.

## Histoire
Le MART est créé initialement en 1987 comme une entité autonome au sein de la province (relativement) autonome de Trente. Il est implanté dans le Palazzo delle Albere de la ville de Trente. L'idée d'élargir le musée afin de combiner à la fois l'héritage du futuriste Fortunato Depero et l'héritage un peu disparate détenu par le musée régional des arts de Trente (Museo Provinciale d'Arte di Trento") remonte à 1991, et est le projet, dans un premier temps, de Gabriella Belli (it).
Le 15 décembre 2002, le MART ouvre au grand public dans cette deuxième version, en ajoutant à la première implantation, un nouveau siège à Rovereto, une petite ville à une courte distance au sud de Trente.

## Conception et construction
La conception du nouveau bâtiment est confiée à l'architecte tessinois Mario Botta, qui travaille avec l'ingénieur rovereti Giulio Andreolli. Un site de 29 000 mètres carrés est disponible, mais entre ce site et la route (Via Bettini), il faut laisser subsister deux importantes maisons de ville du XVIIIe siècle (Palazzi). Heureusement, un espace entre les deux maisons offre suffisamment d'espace pour une entrée.
La solution de Mario Botta aux problèmes posés par ce site s'inspire de formes classiques (notamment celle du Panthéon de Rome), mais intègre également des solutions techniques originales. La conception est un "panthéon sans façade", impliquant trois étages d'espace muséal disposés autour d'une grande "agora", couverte d'un dôme ou d'une coupole en verre de 40 mètres de diamètre. La structure de la coupole fait un large usage de l'acier et de plexiglas. Les parements muraux font usage de la pierre jaune de Vicence.